# You Can't Stop Rock 'n' Roll
You Can't Stop Rock 'n' Roll — другий студійний альбом американського хеві-метал гурту Twisted Sister, який вийшов 27 червня 1983 року. 
Пісні «The Kids Are Back», «I Am (I'm Me)» та «You Can't Stop Rock 'n' Roll» вийшли як сингли. Американська асоціація компаній звукозапису надала альбому статус золотого у листопаді 1995 року, оскільки було продано 500 000 примірників у США. Видання Metal-rules.com включило альбом у список «100 найкращих альбомів хеві-метала».   
«The Kids Are Back» грає на початку фільму 2010 року «Jackass 3D». 

## Список треків
Сторона А
1. «The Kids are Back» — 3:16
2. «Like a Knife in the Back» — 3:03
3. «Ride to Live, Live to Ride» — 4:04
4. «I am (I’m Me)» — 3:34
5. «The Power and the Glory» — 4:20

Сторона Б
1. «We’re Gonna Make It» — 3:44
2. «I’ve Had Enough» — 4:02
3. «I’ll Take You Alive» — 3:08
4. «You’re Not Alone (Suzette’s Song)» — 4:02
5. «You Can’t Stop Rock 'n' Roll» — 4:40

Бонус-треки 2006 року
1. «One Man Woman» — 3:09
2. «Four Barrel Heart of Love» — 3:04
3. «Feel the Power» — 3:12

## Виконавці
- Ді Снайдер — ведучий вокал
- Едді Охеда — ритм-гітара, бек-вокал
- Джей Джей Френч — ритм-гітара, соло-гітара, бек-вокал
- Марк Мендоса — бас-гітара, бек-вокал
- Ей Джей Перо — ударні, перкусія